# Нитрат марганца
Нитрат марганца — неорганическое соединение, соль металла марганца и азотной кислоты с формулой Mn(NO3)2,
светло-розовые кристаллы,
растворимые в воде,
образует кристаллогидраты.

## Получение
- Действие разбавленной азотной кислоты на гидроксид, оксид или карбонат марганца(II):

{\displaystyle {\mathsf {Mn(OH)_{2}+2HNO_{3}\ {\xrightarrow {}}\ Mn(NO_{3})_{2}+2H_{2}O}}}
{\displaystyle {\mathsf {MnCO_{3}+2HNO_{3}\ {\xrightarrow {}}\ Mn(NO_{3})_{2}+CO_{2}\uparrow +H_{2}O}}}
{\displaystyle {\mathsf {MnO+2HNO_{3}\ {\xrightarrow {}}\ Mn(NO_{3})_{2}+H_{2}O}}}

## Физические свойства
Нитрат марганца образует светло-розовые кристаллы,
хорошо растворимые в воде.
Также растворим в диоксане, тетрагидрофуране, ацетонитриле.
Образует кристаллогидраты состава Mn(NO3)2•n H2O, где n = 1, 2, 3, 4 и 6.
Кристаллогидрат Mn(NO3)2•6H2O плавится при 28,5 °С в собственной кристаллизационной воде, имеет плотность 1,82 г/см³.
С аммиаком образует аддукт вида Mn(NO3)2•9NH3.

## Химические свойства
- Разлагается при нагревании:

{\displaystyle {\mathsf {Mn(NO_{3})_{2}\ {\xrightarrow {180-195^{o}C}}\ MnO_{2}+2NO_{2}\uparrow }}}
- Окисляется до соединений марганца(VII) оксидом свинца(IV), висмутатом натрия, персульфатом аммония, иодной кислотой и другими сильными окислителями:

{\displaystyle {\mathsf {2Mn(NO_{3})_{2}+5PbO_{2}+6HNO_{3}\ {\xrightarrow {}}\ 2HMnO_{4}+5Pb(NO_{3})_{2}+2H_{2}O}}}
{\displaystyle {\mathsf {2Mn(NO_{3})_{2}+5NaBiO_{3}+16HNO_{3}\ {\xrightarrow {}}\ 2HMnO_{4}+5Bi(NO_{3})_{3}+5NaNO_{3}+7H_{2}O}}}

## Цель
Используется в качестве сырья и полупродуктов для изготовления диоксида марганца, а также в качестве фосфатирующих агентов и керамических красителей.

## Применение
- Для получения высокочистого оксида марганца(IV).
- В оксидных катализаторах.
- Компонент микроудобрений.
- Сиккатив.